# 洛朗·圣-马丁
洛朗·圣-马丁（法語： 法語發音：[lɔʁɑ̃ sɛ̃ maʁtɛ̃]，1985年6月22日—），法国政治家，现任负责对外贸易和海外法国人事务的部长级代表。